# Cephalobrachia bonnevii
Cephalobrachia bonnevii is een slakkensoort uit de familie van de Clionidae. De wetenschappelijke naam van de soort is voor het eerst geldig gepubliceerd in 1917 door Massy.